# Вольке, Манфред
Манфред Вольке (нем. Manfred Wolke; 14 января 1943, Бабельсберг — 29 мая 2024, Франкфурт-на-Одере, Бранденбург) — немецкий боксёр первой средней весовой категории, выступал за сборную ГДР в конце 1960-х — начале 1970-х годов. Участник двух летних Олимпийских игр, чемпион Игр в Мехико, обладатель двух серебряных медалей чемпионатов Европы, многократный победитель и призёр национальных первенств. Также известен как успешный тренер по боксу.

## Биография
Манфред Вольке родился 14 января 1943 года в городе Потсдам (ныне — федеральная земля Бранденбург). Активно заниматься боксом начал в Бабельсберге в возрасте шестнадцати лет, в 1965 году переехал на постоянное место жительства во Франкфурт-на-Одере, где продолжил тренировки в составе спортивного клуба «Форвертс». Первого серьёзного успеха добился в 1967 году, когда в первом среднем весе одержал победу на чемпионате ГДР и выиграл серебро на европейском первенстве в Риме. Благодаря череде удачных выступлений удостоился права защищать честь республики на летних Олимпийских играх 1968 года в Мехико, где впоследствии победил всех своих соперников, в том числе таких известных боксёров как Владимир Мусалимов и Жозеф Бессала в полуфинале и финале соответственно.
Получив золотую олимпийскую медаль, Вольке несколько сбавил, но в 1970 году вновь вернулся в элиту немецкого бокса, вновь став первым на первенстве ГДР. Год спустя в третий раз завоевал титул чемпиона Германской демократической республики и добыл серебро на чемпионате Европы в Мадриде. В 1972 году участвовал в зачёте Олимпиады в Мюнхене, однако в третьем своём матче из-за полученного рассечения над глазом проиграл техническим нокаутом кубинцу Эмилио Корреа, который в итоге и стал чемпионом. Вскоре после этих соревнований спортсмен принял решение завершить карьеру боксёра — всего в его послужном списке 258 боёв, из них 236 окончены победой. Покинув ринг, Манфред Вольке стал довольно успешным тренером по боксу, в частности, работал с такими известными профессионалами как Аксель Шульц и Генри Маске.
Умер 29 мая 2024 года после продолжительной тяжёлой болезни в доме престарелых в Франкфурт-на-Одере в возрасте 81 года.